# Gardner Lindzey
Gardner Edmund Lindzey (* 27. November 1920 in Wilmington, Delaware; † 4. Februar 2008 in Palo Alto, Kalifornien) war ein US-amerikanischer Sozialpsychologe, zuletzt an der Stanford University.

## Leben und Wirken
Lindzey erwarb an der Pennsylvania State University 1943 einen Bachelor und 1945 einen Master, 1949 bei Gordon W. Allport an der Harvard University mit der Arbeit An Experimental Study of Displacement of Aggression with Particular Reference to Minority Group Prejudice einen Ph.D. in Psychologie.
Nach kurzer Lehrtätigkeit an der Pennsylvania State University ging er wieder an die Harvard University, wo er 1948 eine erste Professur erhielt. Ein Jahr lang war er Professor an der Syracuse University, bevor er 1957 an die University of Minnesota wechselte. Von 1964 bis 1975 war er Professor an der University of Texas, unterbrochen von seiner Tätigkeit als Leiter der Psychologie an der Harvard University 1972/1973. Ab 1975 war er Direktor des Center for Advanced Studies in the Behavioral Sciences der Stanford University, wo er schon ab 1955 immer wieder als Fellow tätig gewesen war. 1989 ging er in den Ruhestand.
Lindzey war 1954 der alleinige Herausgeber der ersten Auflage des Standardwerks Handbook of Social Psychology und gehörte zu den Herausgebern der nächsten drei Auflagen über fünf Jahrzehnte. Auch sein 1957er Werk Theories of Personality (gemeinsam mit Calvin S. Hall) wurde unter verschiedenen Herausgeberschaften mehrfach aufgelegt und gilt als „einflussreich“.
Gardner Lindzey war ab 1944 mit Andrea Lewis († 1984) verheiratet, das Paar hatte fünf Kinder. Spätere Lebenspartnerin war Lynn Carlsmith († 2011), ebenfalls Psychologin und Witwe des Psychologen Merrill Carlsmith (1936–1984).
Lindzeys Arbeiten werden auch mehr als 12 Jahre nach seinem Tod noch regelmäßig zitiert. Laut Datenbank Scopus, die Zitationen überwiegend erst aus der Zeit nach den 1970er Jahren erfasst, hat er (Stand Dezember 2020) einen h-Index von 17.

## Auszeichnungen (Auswahl)
- 1962 Fellow der American Association for the Advancement of Science
- 1966/1967 Präsident der American Psychological Association[2]
- 1971 Mitglied der American Academy of Arts and Sciences[3]
- 1974–1976 Präsident der American Psychological Foundation
- 1975 Mitglied des Institute of Medicine (heute National Academy of Medicine)
- 1978–1981 Präsident der Society for the Study of Social Biology
- 1979 Mitglied der American Philosophical Society[4]
- 1987 NAS Award for Scientific Reviewing: For 40 years he has aimed his critical eye at the current work in personality psychology, social psychology, and behavioral genetics, always balancing a talent for synthesis with a seasoned researcher's sense of complexity.[5]
- 1989 Mitglied der National Academy of Sciences[6]
- 1990 Ehrendoktorat der University of Colorado
- 1992 Ehrendoktorat der Rutgers University